# 金珠熙
金 珠熙（キム・ジュヒ、朝鮮語: 김 주희、英語: Kim Joo-Hee、1986年1月13日 - ）は、大韓民国・ソウル出身の女子プロボクサー。初代WBA女子世界ライトフライ級王者。

## 来歴
2001年6月30日、大田で沢井美和と対戦し、4回判定勝ちを収めデビュー戦を白星で飾った。
2002年11月16日、ソウルで李仁栄と韓国フライ級王座決定戦を行い、プロ初黒星となる4回1分20秒KO負けを喫し王座獲得に失敗した。
2003年3月29日、ソウルで李惠琳と韓国フライ級王座決定戦を行い、3-0の判定勝ちを収め王座獲得に成功した。
2004年12月19日、城南でメリッサ・シャファーとIFBA世界ライトフライ級王座決定戦を行い、3-0の判定勝ちを収め王座獲得に成功した。
2005年5月6日、ソウルでメイダ・キッド・ソランと対戦し、2回43秒KO勝ちを収め初防衛に成功した。
2005年11月12日、城南でマリアンヌ・チュビルカと対戦し、3-0の判定勝ちを収め2度目の防衛に成功した。
2006年4月22日、城南で天海ツナミと対戦し、3-0の判定勝ちを収め3度目の防衛に成功した。
2007年8月24日、ソウルで櫻田由樹とWBA女子世界ライトフライ級初代王座決定戦を行い、7回1分17秒TKO勝ちを収め王座獲得に成功した。
2008年6月28日、安養で李海麗とWIBA世界ライトフライ級王座決定戦を行い、5回TKO勝ちを収め王座獲得に成功した。
2009年6月20日、翌21日に暫定王者のジェシカ・ボップと王座統一戦を行う予定だったが金が対戦を拒否した為、金は正規王座を剥奪され、暫定王者のボップが空位となった正規王座に認定された。
2009年6月27日、ジュジース・ナガワとWIBA王座の防衛戦を行う予定だったが中止となった。
2009年9月5日、安養で空位のWIBF並びにGBU女子世界ライトフライ級王座決定戦としてファープラタン・ルークサイコンディンと対戦し、4回TKO勝ちを収めWIBA王座は初防衛、WIBF王座とGBU王座獲得に成功した。
2010年9月12日、安養でWBF女子世界ライトフライ級王座決定戦としてジュジース・ナガワと対戦し、10回2-0の判定勝ちを収めWIBA王座は2度目、WIBF王座は初防衛、GBU王座は初防衛、WBF王座獲得に成功した。この試合後、金はWIBAからスーパー王座に認定された。
2011年7月9日、全羅南でファープラタン・ルークサイコンディンと対戦し、10回3-0の判定勝ちを収めWIBA王座は3度目、WIBF王座は2度目、GBU王座は2度目、WBF王座は初防衛に成功した。
2012年3月30日、ソウルでプロイナパ・サクルンルーンと対戦し、6回TKO勝ちを収めWIBA王座は4度目、WIBF王座は3度目、GBU王座は3度目、WBF王座は2度目の防衛に成功した。
2012年12月15日、ソウルでプロイナパ・サクルンルーンと対戦し、6回TKO勝ちを収めWIBA王座は5度目、WIBF王座は4度目、GBU王座は4度目、WBF王座は3度目の防衛に成功した。

## 戦績
- 19戦17勝（8KO）1分 1敗

## 獲得タイトル
- 韓国女子フライ級王座
- IFBA世界ライトフライ級王座
- 初代WBA女子世界ライトフライ級王座（防衛0）
- 第3代WIBA世界ライトフライ級王座（防衛5）
- WIBF世界ライトフライ級王座（防衛4）
- GBU女子世界ライトフライ級王座(防衛4）
- WBF女子世界ライトフライ級王座（防衛3）